# Gaspard Ulliel
Gaspard Ulliel (/ɡasˈpaʁ yˈljɛl/; Neuilly-sur-Seine, 25 novembre 1984 – La Tronche, 19 gennaio 2022) è stato un attore e modello francese.

## Biografia

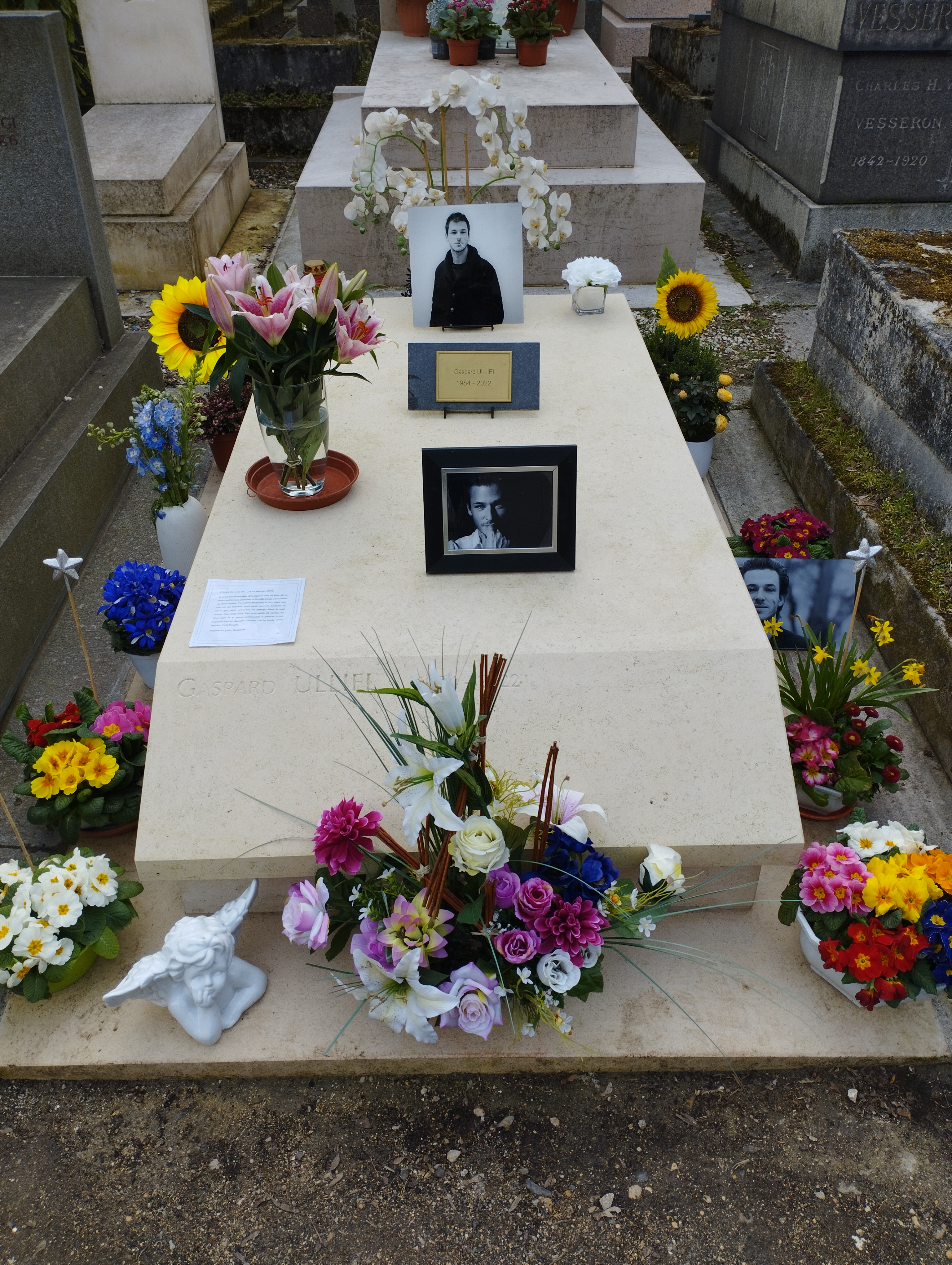
La tomba di Gaspard Ulliel

Figlio unico di Serge e Christine Ulliel, nacque in una famiglia di designer. Ulliel ebbe la sua prima esperienza come attore durante gli studi liceali, nella serie televisiva Une femme en blanc. Studiò poi cinematografia presso l'Università di Saint-Denis. Dopo aver recitato in vari telefilm come Juliette e Julien L'apprenti, entrò nel cast del cortometraggio Alias (1999), il suo primo film.
Candidato nel 2003 per Embrassez qui vous voudrez e nel 2004 per Anime erranti, nel 2005 vinse il Premio César per la migliore promessa maschile con Una lunga domenica di passioni di Jean-Pierre Jeunet, dove recitò a fianco di Audrey Tautou. In seguito indossò i panni del celebre criminologo cannibale Hannibal Lecter nel film Hannibal Lecter - Le origini del male (2007), tratto dall'omonimo romanzo di Thomas Harris (inizialmente aveva esitato ad accettare il ruolo a causa della popolarità raggiunta dal personaggio grazie a Anthony Hopkins). L'anno successivo affiancò Isabelle Huppert nel film Una diga sul Pacifico (2008), e dieci anni dopo i due lavoreranno di nuovo insieme nel film Eva (2018).
Protagonista per dodici anni della campagna pubblicitaria del profumo maschile Bleu de Chanel, in uno dei videoclip propagandistici, della durata di circa due minuti, fu diretto da Martin Scorsese. La sua carriera proseguì tra film e serie tv; nel 2014 vestì i panni del celebre stilista Yves Saint Laurent nel film Saint Laurent, grazie al quale venne nuovamente candidato ai César come migliore attore protagonista. Nel 2016 assurse alla consacrazione internazionale: vinse il premio César come migliore attore protagonista, grazie alla sua interpretazione in È solo la fine del mondo, diretto da Xavier Dolan.
Il 18 gennaio 2022 rimase vittima di un grave incidente con gli sci sulle piste di La Rosière, in Savoia. Trasportato d'urgenza in elicottero presso il Centro Ospedaliero Universitario a La Tronche, nell'arrondissement di Grenoble, morì il giorno successivo, a 37 anni. I funerali si tennero il 27 gennaio 2022 presso la chiesa di Saint-Eustache, a Parigi; l'attore venne poi sepolto nel cimitero di Père-Lachaise.

## Vita privata
Ulliel ebbe una relazione con Cécile Cassel dal 2005 al 2007, una con Charlotte Casiraghi nel 2007, e una terza con la modella Jordane Crantelle dal 2008 al 2011. Dal 2013 al 2020 fu fidanzato con la modella Gaëlle Pietri, con cui ebbe un figlio nel gennaio 2016.
La cicatrice sulla sua guancia sinistra era la conseguenza di un morso ricevuto all'età di sei anni da un cane con cui stava giocando.

## Filmografia

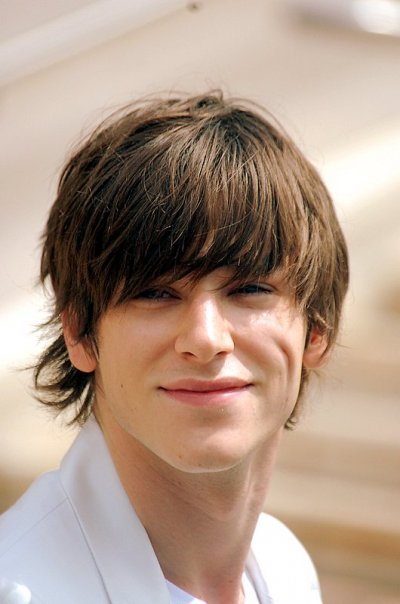
Gaspard Ulliel nel 2006

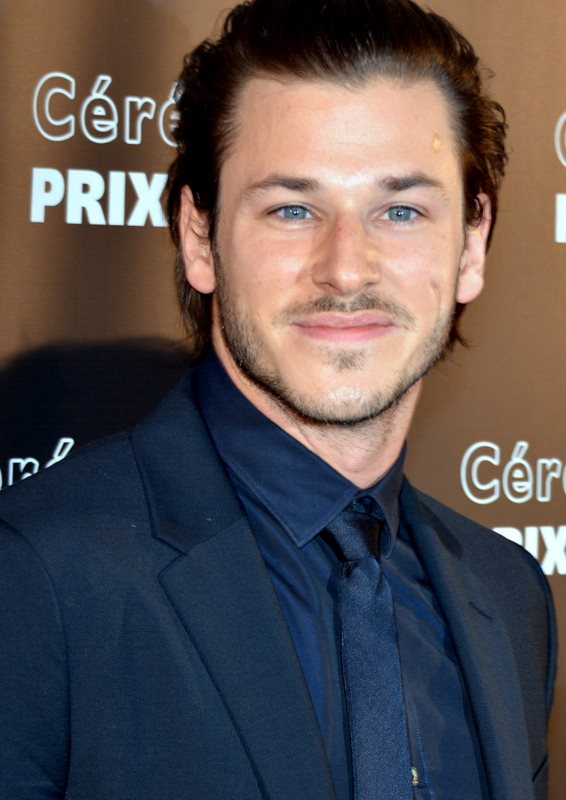
Gaspard Ulliel nel 2015

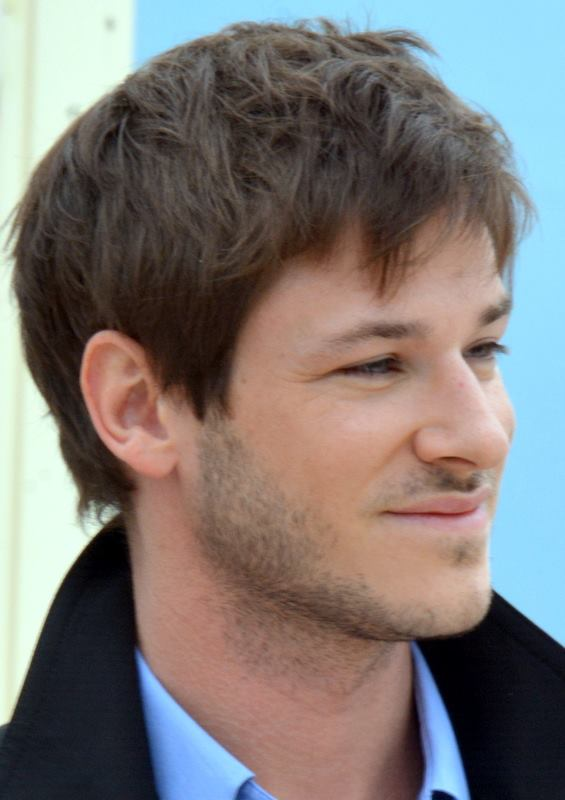
Gaspard Ulliel nel 2016

### Cinema
- Alias, regia di Marina de Van - cortometraggio (1999)
- Il patto dei lupi (Le pacte des loups), regia di Christophe Gans (2001)
- Baciate chi vi pare (Embrassez qui vous voudrez), regia di Michel Blanc (2002)
- Anime erranti (Les égarés), regia di André Téchiné (2003)
- The Tulse Luper Suitcases, Part 2: Vaux to the Sea, regia di Peter Greenaway (2004)
- Una lunga domenica di passioni (Un long dimanche de fiançailles), regia di Jean-Pierre Jeunet (2004)
- Le Dernier Jour, regia di Rodolphe Marconi (2004)
- La maison de Nina, regia di Richard Dembo (2005)
- Paris, je t'aime, regia di Gus Van Sant (2006)
- Jacquou le croquant, regia di Laurent Boutonnat (2007)
- Hannibal Lecter - Le origini del male (Hannibal Rising), regia di Peter Webber (2007)
- L'inconnu, regia di Aurélien Vernhes-Lermusiaux - cortometraggio (2007)
- La troisième partie du monde, regia di Eric Forestier (2008)
- Una diga sul Pacifico (Un barrage contre le Pacifique), regia di Rithy Panh (2008)
- La legge del crimine (Le premier cercle), regia di Laurent Tuel (2009)
- The Vintner's Luck, regia di Niki Caro (2009)
- Ultimatum, regia di Alain Tasma (2009)
- La princesse de Montpensier, regia di Bertrand Tavernier (2010)
- L'Art d'aimer, regia di Emmanuel Mouret (2011)
- Tu honoreras ta mère et ta mère, regia di Brigitte Roüan (2011)
- Le 5 leggende (Les Cinq Légendes), voce francese di Jack Frost, regia di Peter Ramsey (2012)
- Saint Laurent, regia di Bertrand Bonello (2014)
- È solo la fine del mondo (Juste la fin du monde), regia di Xavier Dolan (2016)
- Io danzerò (La danseuse), regia di Stéphanie Di Giusto (2016)
- Eva, regia di Benoît Jacquot (2018)
- Un peuple et son roi, regia di Pierre Schoeller (2018)
- I confini del mondo (Les Confins du monde), regia di Guillaume Nicloux (2018)
- Sibyl - Labirinti di donna (Sibyl), regia di Justine Triet (2019)
- Coma, regia di Bertrand Bonello (2022, postumo)

### Televisione
- Mission protection rapprochée, regia di Nicolas Ribowski - film TV (1997)
- Bonnes vacances, regia di Pierre Badel - film TV (1998)
- Le refuge – serie TV (1999)
- La bascule, regia di Marco Pico - film TV (1999)
- Juliette, regia di Jérôme Foulon - film TV (1999)
- Julien l'apprenti, regia di Jacques Otmezguine - film TV (2000)
- L'oiseau rare, regia di Didier Albert - film TV (2001)
- Navarro – serie TV, episodio 16x06 (2004)
- Myster Mocky présente – serie TV, episodio 3x03 (2009)
- C'era una seconda volta (Il était une seconde fois ) – miniserie TV, 4 episodi (2019)
- La Vengeance au Triple Galop - film TV (2021)
- Moon Knight – serie TV (2022) - Postumo

## Teatro
- Entertaining Mr Sloane di Joe Orton, regia di Michael Feu. Théâtre des Champs-Élysées di Parigi (2012)[5]
- Demons di Lars Norén, regia di Marcial Di Fonzo Bo. Théâtre du Rond-Point di Parigi (2015)

## Doppiatori italiani
- Gianfranco Miranda in Una lunga domenica di passioni, È solo la fine del mondo, Eva
- Stefano Crescentini in Hannibal Lecter - Le origini del male, La legge del crimine, Moon Knight
- Andrea Beltramo in Anime erranti, Sybil - Labirinti di donna
- Lorenzo De Angelis in Una diga sul Pacifico
- Alessandro Rigotti in Io danzerò
- David Chevalier in C'era una seconda volta